# Glony protokokkoidalne

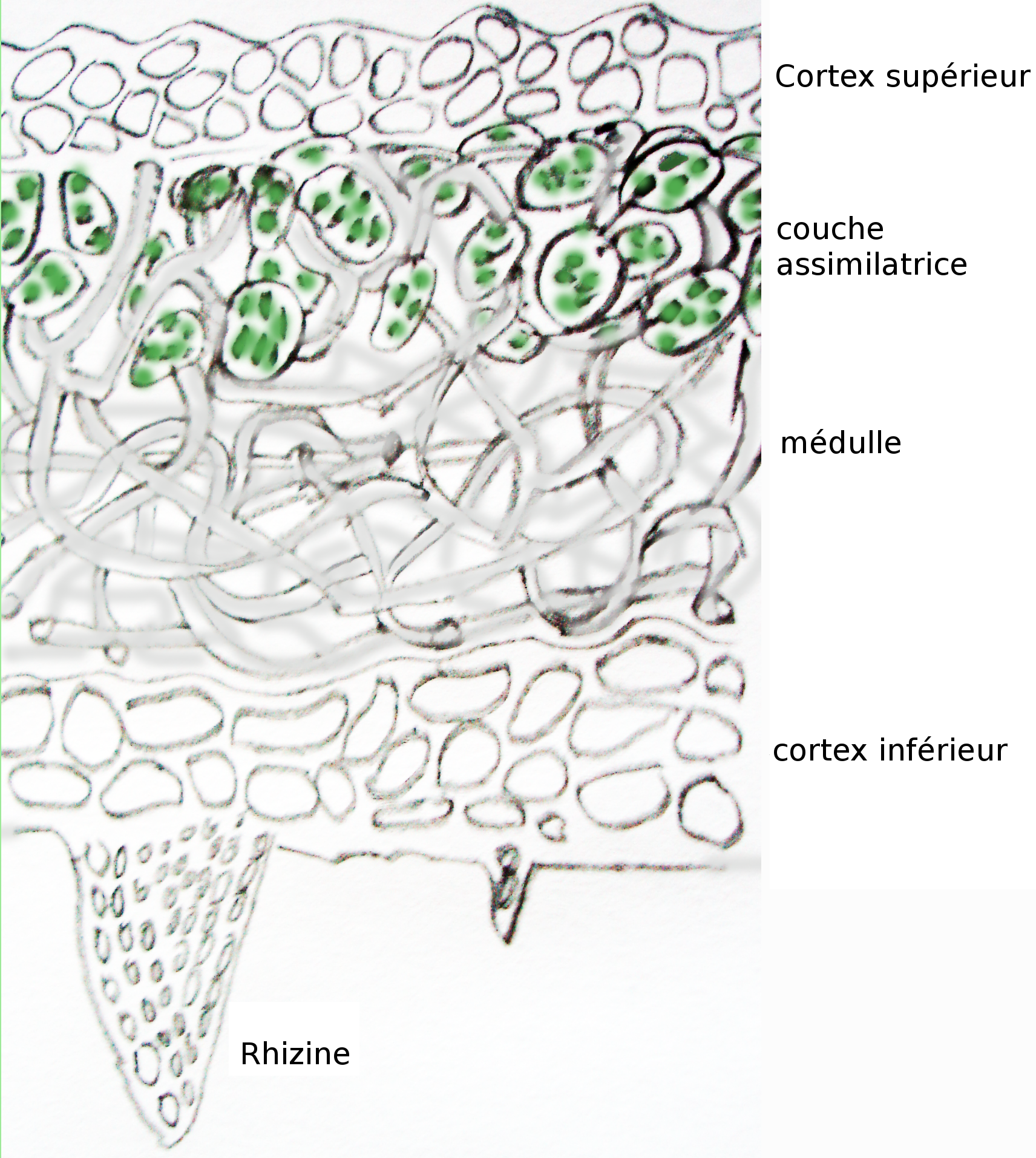
Przekrój plechy porosta – glony z zielonymi ciałkami zieleni

Glony protokokkoidalne – glony z grupy zielenic, które wraz z grzybami tworzą porosty. Glony te występują u około 90% gatunków porostów i są eukariontami (pozostałe 10% to sinice, które są prokariontami). W porostach glony pełnią rolę fotobionta.
Glony protokokkoidalne to organizmy jednokomórkowe o kulistym, lub prawie kulistym kształcie i podobnej wielkości jak pierwotek. Według aktualnych ujęć taksonomicznych jest to tylko umowna grupa glonów, niebędąca odrębną  jednostką taksonomiczną. 
Glony protokokkoidalne mogą w porostach być rozmieszczone na dwa sposoby:
- mniej więcej równomiernie wymieszane ze strzępkami grzyba na całej grubości plechy (plecha homeomeryczna),
- tworzą w poroście odrębną warstwę (plecha heteromeryczna)[1].